# Crescenzo Gamba
Crescenzo Gamba (fl. seconda metà del XVIII secolo) è stato un pittore italiano attivo a Napoli nel '700.

## Biografia
Documentato dal 1740 al 1779, nulla si sa sulla sua formazione così come del suo presunto padre, Antonio Gamba (attivo 1718-1759). Fu probabilmente allievo di Francesco Solimena e fu straordinariamente attivo come "frescante" al servizio di committenze regie (Reggia di Caserta, Reggia di Portici e Palazzo Reale di Napoli), nobiliari (Palazzo Orsini di Gravina, Palazzo Petrone, Palazzo di Sangro di Casacalenda, Villa Campolieto, Villa Carafa di Belvedere, Villa Favorita, Villa Sannicandro, Palazzo Carafa di Roccella, Palazzo Berio, Palazzo Vallelonga, Palazzo Miradois eccetera) e religiose (Certosa di San Martino,  Complesso dei Girolamini, Complesso del Monte di Pietà, Complesso dei Pellegrini, Oratorio dell'Ecce Homo al Cerriglio, Chiesa di San Giovanni Battista ad Ottaviano eccetera). Lavorò a diversi progetti con Antonio Dominici.

## Opere (selezione)
- Teatro della Reggia di Caserta: tavola "Apollo calpesta la Pizia" e affreschi delle nove muse (1760 circa)
- Palazzo Reale, Gran Sala del Teatro di Corte (Teatro di Corte) a Napoli: affreschi (insieme ad Antonio Dominici)
- Villa Campolieto (Ercolano): dipinti “Quattro stagioni” e “Scene mitologiche”
- Chiesa San Giovannino (Ottaviano): affreschi del soffitto (1759)
- Castel Capuano: affreschi
- Oratorio dell'Assunta: affreschi in collaborazione con Giuseppe Funaro (1762)
- Chiesa della Pietà dei Turchini (in deposito da San Giorgio dei Genovesi): La Pietà, Il Calvario (tele)
- Chiesa della Santissima Trinità dei Pellegrini: San Filippo Neri in gloria (affresco)